# サイレート
サイレート（Scilate）はニュージーランドで育成されたリンゴの品種である。市場では育成した種苗会社の登録商標であるエンヴィ (Envy)の名で販売されている。

## 概要
サイレートはニュージーランドのホートリサーチ社がロイヤルガラとブレイバーンを交配させて育成し、 品種登録の申請は2008年になされ、2009年に取得された。
北米では2009年より、オッペンハイマー＝グループとENZA （ニュージーランドのリンゴ、ナシの販売会社）によって導入が開始され、2012年にはワシントン州で少量が栽培されており 、2014年に10万箱あまりを収穫した。 2020年には200万箱の収穫を見越している。
サイレートはニュージーランド以外でも栽培許諾がなされており、米国(ワシントン州)、 チリで栽培されている。農場での試験栽培は、英国、フランス、イタリアで行われており、イタリアでは有機栽培がされている。